# SV Merkur 06 Oelsnitz
SV Merkur 06 Oelsnitz is een Duitse voetbalclub uit Oelsnitz, Saksen.

## Geschiedenis
De club werd in 1906 opgericht als SC Merkur 06 Oelsnitz. De club was aangesloten bij de Midden-Duitse voetbalbond en speelde in de competitie van Vogtland. In 1929 promoveerde de club naar de hoogste klasse. Merkur werd laatste, maar dat seizoen degradeerde er geen club. In 1930/31 werd de club voorlaatste, maar net dat seizoen degradeerden twee clubs.
Na de Tweede Wereldoorlog werd de club heropgericht als SG Oelsnitz. Later werd de naam Fortschritt Oelsnitz aangenomen. In 1957 promoveerde de club naar de Bezirskliga, toen de vierde klasse, en speelde daar drie seizoenen. Daarna speelde de club voornamelijk in de Bezirksklasse en Kreisklasse.
Na de Duitse hereniging werd de naam TSV Oelsnitz aangenomen en de club promoveerde naar de Bezirksliga. In 2001 werd de voetbalafdeling van TSV zelfstandig onder de vooroorlogse naam SV Merkur 06 Oelsnitz. In 2011 promoveerde de club naar de Landesliga, maar degradeerde na één seizoen weer.